# Primer ministro de Vanuatu
El primer ministro de Vanuatu es el cargo que ostenta quien ejerce el poder ejecutivo en calidad de jefe de gobierno de Vanuatu.
La oficina del primer ministro se creó en virtud de la Constitución de Vanuatu tras la independencia del país en 1980, y el defensor de la independencia Walter Lini se convirtió en el primer oficial. A veces se considera que la situación es una continuación de la antigua oficina del Ministro Principal, que existía antes de que Vanuatu obtuviera su independencia. La Constitución exige que el primer ministro sea miembro del Parlamento, que también lo elige directamente. El primer ministro nombra o destituye directamente a miembros del Consejo de Ministros (ministros del gabinete).
Hasta ahora, 14 personas han sido primer ministro de Vanuatu, algunos en múltiples ocasiones.
El actual primer ministro es Jotham Napat del Partido de Líderes de Vanuatu, desde el 11 de febrero de 2025.

## Controversias
En noviembre de 2009, el presidente declaró brevemente que el primer ministro Edward Natapei había perdido su asiento por un tecnicismo de procedimiento. Los tribunales invalidaron el fallo y Natapei recuperó su escaño y, por lo tanto, el cargo de primer ministro.
El cuarto mandato de Serge Vohor, de abril a mayo de 2011, está incluido en la lista que figura a continuación, aunque el Tribunal de Apelación declaró inconstitucional su elección a la Presidencia el 13 de mayo, alegando que solo había sido elegido por mayoría de los miembros del Parlamento (26 de 52) , no por mayoría absoluta. Ralph Regenvanu, que recuperó su cargo de Ministro de Justicia después de la anulación de la prepresidencia de Vohor, declaró: "El Primer Ministro Serge Vohor y su gabinete son ilegales, nulos y nulos y nunca fueron el gobierno del país".
Del mismo modo, se incluye el mandato de Sato Kilman, aunque también fue anulado, por una decisión del Presidente del Tribunal Supremo, Vincent Lunabek, el 16 de junio de 2011, al constatar que la elección de Kilman en diciembre de 2010 no se ajustaba a los requisitos para una votación parlamentaria secreta establecidos en el artículo 41 de la Constitución. Por lo tanto, tras el derrocamiento de Edward Natapei en una moción de no confianza válida en diciembre de 2010, Vanuatu no tenía un gobierno legalmente constituido hasta que Natapei fue restaurado en junio con instrucciones del tribunal para convocar al Parlamento para la elección de un primer ministro. Esto se hizo el 26 de junio, lo que dio lugar a la elección de Sato Kilman por parte del Parlamento, su primer mandato legalmente reconocido como primer ministro.

## Lista de primeros ministros de Vanuatu (1980-2025)
|    | Nombre                                 | Desde                    | Hasta                    | Partido Político              |
| 1  | Walter Lini                            | 30 de julio de 1980      | 6 de septiembre de 1991  | Partido Vanua'aku             |
| 2  | Donald Kalpokas                        | 6 de septiembre de 1991  | 16 de diciembre de 1991  | Partido Vanua'aku             |
| 3  | Maxime Carlot Korman                   | 16 de diciembre de 1991  | 21 de diciembre de 1995  | Unión de Partidos Moderados   |
| 4  | Serge Vohor                            | 21 de diciembre de 1995  | 23 de febrero de 1996    | Unión de Partidos Moderados   |
|    | Maxime Carlot Korman, 2.ª vez          | 23 de febrero de 1996    | 30 de septiembre de 1996 | Unión de Partidos Moderados   |
|    | Serge Vohor, 2.ª vez                   | 30 de septiembre de 1996 | 30 de marzo de 1998      | Unión de Partidos Moderados   |
|    | Donald Kalpokas, 2.ª vez               | 30 de marzo de 1998      | 25 de noviembre de 1999  | Partido Vanua'aku             |
| 5  | Barak Sopé                             | 25 de noviembre de 1999  | 13 de abril de 2001      | Partido Progresista Melanesio |
| 6  | Edward Natapei                         | 13 de abril de 2001      | 29 de julio de 2004      | Partido Vanua'aku             |
|    | Serge Vohor, 3ª vez                    | 29 de julio de 2004      | 11 de diciembre de 2004  | Unión de Partidos Moderados   |
| 7  | Ham Lini                               | 11 de diciembre de 2004  | 22 de septiembre de 2008 | Partido Nacional Unido        |
|    | Edward Natapei, 2.ª vez                | 22 de septiembre de 2008 | 27 de noviembre de 2009  | Partido Vanua'aku             |
|    | Serge Vohor (interino)                 | 27 de noviembre de 2009  | 5 de diciembre de 2009   | Unión de Partidos Moderados   |
|    | Edward Natapei, 2.ª vez (continuación) | 5 de diciembre de 2009   | 2 de diciembre de 2010   | Partido Vanua'aku             |
| 8  | Sato Kilman                            | 2 de diciembre de 2010   | 24 de abril de 2011      | Partido Progresista Popular   |
|    | Serge Vohor, 4.ª vez                   | 24 de abril de 2011      | 13 de mayo de 2011       | Unión de Partidos Moderados   |
|    | Sato Kilman, 2.ª vez                   | 13 de mayo de 2011       | 16 de junio de 2011      | Partido Progresista Popular   |
|    | Edward Natapei (interino)              | 16 de junio de 2011      | 26 de junio de 2011      | Partido Vanua'aku             |
|    | Sato Kilman, 3.ª vez (continuación)    | 26 de junio de 2011      | 23 de marzo de 2013      | Partido Progresista Popular   |
| 9  | Moana Carcasses Kalosil                | 23 de marzo de 2013      | 15 de mayo de 2014       | Confederación Verde           |
| 10 | Joe Natuman                            | 15 de mayo de 2014       | 11 de junio de 2015      | Partido Vanua'aku             |
|    | Sato Kilman, 4.ª vez                   | 11 de junio de 2015      | 11 de febrero de 2016    | Partido Progresista Popular   |
| 11 | Charlot Salwai                         | 11 de febrero de 2016    | 20 de abril de 2020      | Namangi Aute                  |
| 12 | Bob Loughman                           | 20 de abril de 2020      | 4 de noviembre de 2022   | Partido Vanua'aku             |
| 13 | Ishmael Kalsakau                       | 4 de noviembre de 2022   | 4 de septiembre de 2023  | Unión de Partidos Moderados   |
|    | Sato Kilman, 5.ª vez                   | 4 de septiembre de 2023  | 6 de octubre de 2023     | Partido Progresista Popular   |
|    | Charlot Salwai, 2.ª vez                | 6 de octubre de 2023     | 11 de febrero de 2025    | Namangi Aute                  |
| 14 | Jotham Napat                           | 11 de febrero de 2025    | Presente                 | Partido de Líderes de Vanuatu |